# Beehive Live
Beehive Live — первый концертный альбом Пола Гилберта, выпущенный в 1999 году.

## Об альбоме
Beehive Live был записан 4 и 5 апреля в Shibuya On Air East, Токио. Большая часть песен входит в DVD «Eleven Thousand Notes» (все, кроме «Heavy Disco Trip», «Karn Evil 9» и «Bumblebee»).
Фото ребёнка на заднике диска — ещё одно фото маленького Пола из фотоальбома его родителей. Впервые Пол поместил своё детское фото на обложку альбома King of Clubs. Внутри буклета Пол поместил обращение к Удо Диркшнайдеру: «Оглушительный гром аплодисментов для мистера Удо — вы Король всех концертов в Японии!»
Отыграв большую часть композиции «Tell The Truth», группа переходит к блюзовому риффу из песни «Double Trouble» с альбома King of Clubs и джемует поверх него.

## Список композиций
Все песни написаны Полом Гилбертом, кроме отмеченных особо.
1. «Heavy Disco Trip» — 03:25
2. «Be My Wife» — 05:25
3. «Get It» — 02:33
4. «Mr. Skin» (Spirit cover) — 04:48
5. «Down to Mexico» — 03:44
6. «Girls Who Can Read Your Mind» — 03:26
7. «Tell the Truth» — 07:41
8. «Bumblebee» — 04:22
9. «Million Dollar Smile» — 02:18
10. «Hold Her Tight» (The Osmonds cover) — 03:31
11. «I’m Just in Love» — 02:39
12. «Red Rooster» — 05:36
13. «To Be With You» (Mr. Big cover) — 05:41
14. «Karn Evil 9» (Emerson, Lake & Palmer cover) — 05:15

Композиции № 4, 10, 13, 14 аранжированы Полом Гилбертом.

## Участники записи
- Пол Гилберт — вокал, гитара
- Скотти Джонсон — гитара
- Билли Моррис — гитара и бэк-вокал
- Майк Шутер — бас-гитара и бэк-вокал
- Джефф Мартин — ударные

### Продюсирование
- Продюсирование и сведение — Пол Гилберт
- Мастеринг — Стив Холл (Future Disc Systems)
- Сведено на студии Batgirl